# Neoseiulus cryptomeriae
Neoseiulus cryptomeriae är en spindeldjursart som först beskrevs av Zhu och Chen 1983.  Neoseiulus cryptomeriae ingår i släktet Neoseiulus och familjen Phytoseiidae. Inga underarter finns listade i Catalogue of Life.